# Elisa Gorla
Elisa Gorla (* 20. August 1976 in Genua) ist eine italienische Mathematikerin und Professorin an der Universität Neuenburg (Schweiz). Ihre Forschungsgebiete umfassen Kodierungstheorie, Kryptographie, Gröbner-Basen sowie Kommutative Algebra und Algebraische Geometrie. 2015/2016 forschte sie im Rahmen des Armasuisse-Programms über “Multivariate Kryptographie”.

## Leben
Elisa Gorla absolvierte nach ihrem Mathematik-Studium an der Università degli Studi di Genova mit einem Abschluss 1999 als Master of Science (M. Sc.) ein Aufbaustudium in Mathematik an der University of Notre Dame in Indiana (USA) ebenfalls mit einem Abschluss als Master of Science (2001). 2004 erhielt sie den akademischen Grad eines Ph.D. an derselben Universität mit der Schrift Lifting Properties from the General Hyperplane Section of a Projective Scheme.
Nach einem Postdoc-Aufenthalt von 2004 bis 2008 an der Universität Zürich hatte sie eine Swiss-National-Science-Foundation-Professur an der Universität Basel. 2005 lehrte sie als Gastprofessorin am Max-Planck-Institut für Mathematik in Bonn und 2006 am Fields Institute in Toronto (Kanada). Seit 2010 ist sie Professorin an der Universität Neuenburg.
Elisa Gorla ist Mitherausgeberin des SIAM Journal of Applied Algebra and Geometry.

## Mitgliedschaften
Elisa Gorla ist Mitglied der Schweizerischen Mathematischen Gesellschaft, der American Mathematical Society und der SIAM. Seit 2015 ist sie ebenfalls Mitglied im Advisory Board MEGA (Effective Methods in Algebraic Geometry).